# Erythrina edulis
Espèce
Classification phylogénétique

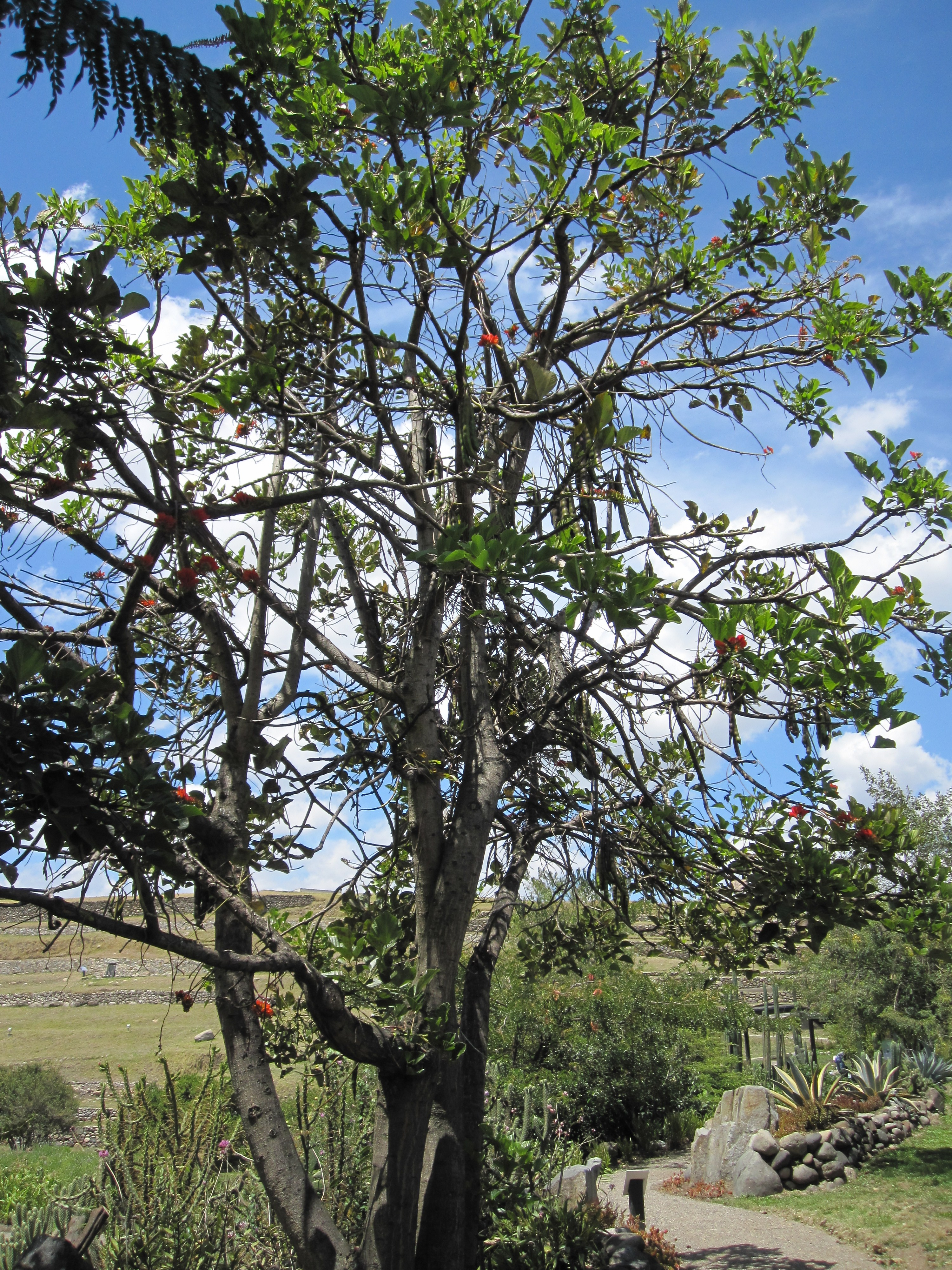
Aspect de l'arbre.

Erythrina edulis est une espèce de plantes à fleurs de la famille des Fabacées. C'est un arbre originaire d'Amérique du Sud.